# Кульминация (конкурс)
«Кульмина́ция». Совреме́нная драматурги́я — проект, созданный в 2016 году для поддержки и развития современной драматургии. Объединяет все действующие конкурсы драматургии России в единый конгломерат, выступая в роли конкурса конкурсов. Задачей проекта является формирование и представление широкой общественности и экспертам широкого среза российской драматургии.
По итогам проекта пьесы-участники конкурса получают широкое освещение в профессиональной среде, публикуются в ежегодном сборнике и рассылаются во все регионы страны.
Учреждён Фондом развития современного искусства, Союзом театральных деятелей Российской Федерации, Медиахолдингом «Эксперт» и с 2017 года — при поддержке Фонда Президентских грантов.
Ежегодно на церемонии награждения эскизы пьес финалистов исполняются «Мастерской Брусникина» (выпускники Дмитрия Брусникина школы-студии МХАТ).

## Определение номинантов
На первом этапе участвующие в проекте конкурсы выдвигают не более трех номинантов, из чего формируется лонг-лист. Объединённое жюри с участием широкого круга экспертов и лидеров мнений формируют шорт-лист, из которого в ходе голосования выбираются три пьесы-победительницы.
В число экспертов конкурса входят как ведущие театральные эксперты страны, так и писатели, искусствоведы, предприниматели и журналисты. Среди них драматурги Николай Коляда, Ксения Драгунская, Михаил Дурненков, театральный критик Павел Руднев, президент банка «Глобэкс» Виталий Вавилин, шеф-редактор портала «Артгид» Мария Кравцова, заместитель председателя «Внешэкономбанка» Андрей Клепач, писатель и телеведущий Сергей Минаев, руководитель ВЦИОМ социолог Валерий Фёдоров, директор Российского академического молодежного театра Софья Апфельбаум.

Мы хотим суммировать тексты-победители действующих и авторитетных драматических конкурсов России, ещё раз провести их публичный художественный, социологический, публицистический анализ и представить их заинтересованным сторонам — зрителю, профессиональному сообществу, государству. В конце концов это формально — а я надеюсь и не только формально, настоящие «пьесы года».
— Иван Демидов, председатель президиума Фонда развития современного искусства, 2016
Награждение победителей происходит в крупнейших театральных центрах Москвы. В качестве памятного подарка победителям вручается репродукция картины Павла Пепперштейна «Кульминация», созданной специально для конкурса. Конкурс ежегодно издаёт одноимённый сборник с десятью лучшими пьесами года.

## История

### 2016
В 2016 году конкурсами было выдвинуто 32 пьесы. В проекте приняли участие 11 конкурсов русскоязычной драматургии:
- Всероссийский семинар СТД РФ «Авторская сцена»
- Международный конкурс «Баденвейлер»
- «Волошинский конкурс»
- Конкурс драматургии «Время драмы»
- Международный конкурс русскоязычной драматургии «Действующие лица»
- Международный конкурс драматургии «Евразия»
- Конкурс драматургии «За!Текст»
- Конкурс монопьес РГБИ
- Международный драматургический конкурс «Литодрама»
- Фестиваль молодой драматургии «Любимовка»
- Международный конкурс драматургии «Ремарка»[11]

В финал конкурса вошли следующие пьесы: «Боюсь стать Колей» Ивана Андреева, «Who’s afraid of contemporary art?» Ирины Васьковской, «Царевна-лягушка» Дарьи Горячевой (Айзенберг), «Рвущаяся нить» Алексея Зайцева, «Хуманитас Инжиниринг» Марии Зелинской, «На кисельном берегу» Ангизы Ишбулдиной, «Спойлеры» Марии Огневой, «Лёха» Юлии Поспеловой, «Шайтан-озеро» Рината Ташимова, «Вдох-выдох»Юлии Тупикиной.
Награждение победителей состоялось 19 ноября 2016 года в «Боярских палатах СТД РФ». Победителями стали:
1. «Вдох-выдох» Юлии Тупикиной
2. «Лёха» Юлии Поспеловой
3. «Шайтан-озеро» Рината Ташимова[14]

### 2017
Жюри каждого из конкурсов выдвинуло не более трех пьес, вышедших в финалы конкурсов в период с ноября 2016 по октябрь 2017. Лонг-лист из 25 пьес был объявлен 12 октября 2017 года. В проекте приняли участие девять конкурсов:
- Всероссийский семинар СТД РФ «Авторская сцена»
- Фестиваль молодой драматургии «Любимовка»
- Международный конкурс драматургии «Ремарка»
- Международный конкурс драматургии «Евразия»
- Международный драматургический конкурс «Литодрама»
- Международный конкурс русскоязычной драматургии «Действующие лица»
- Международный Волошинский конкурс
- Конкурс современной драматургии «Первая читка»
- Конкурс драматургии «Исходное событие — XXI век»[15]

В финал вошли пьесы десяти авторов: «Ганди молчал по субботам» Анастасии Букреевой, «Говорит Москва» Юлии Поспеловой, «Человек из Подольска» Дмитрия Данилова, «Летели качели» Константина Стешика, «Коля против всех» Сергея Давыдова, «Первый хлеб» Рината Ташимова, «Дамская улица» Олега Михайлова, «Дятел» Алексея Житковского, «С училища» Андрея Иванова и «Тот самый день» Ярославы Пулинович.
Победителями конкурса стали пьесы:
1. «Человек из Подольска» Дмитрия Данилова
2. «Ганди молчал по субботам» Анастасии Букреевой
3. «С училища» Андрея Иванова[17]

Награждение проходило в театральном центре «На Страстном». Мастерская Дмитрия Брусникина представила спектакль по десяти пьесам-финалистам конкурса. Позднее спектакль был представлен на Первом театральном фестивале «Школа. Студия. Мастерская» в Санкт-Петербурге.

### 2018
В 2018 году девять драматургических конкурсов России выдвинули для участия в «Кульминации» 27 пьес. По итогам голосования было выбрано 10 лучших пьес. В шорт-лист премии вошли: «Мама, мне оторвало руку» Марии Конторович, «Перемирие» Алексея Куралеха, «Russian Lullaby» Викентия Брызя, «Всем, кого касается» Даны Сидерос, «Исход» Полины Бородиной, «28 дней» Ольги Шиляевой, «Горка» Алексея Житковского, «Как я простил прапорщика Кувшинова» Ивана Антонова, «Тайм-аут» Марины Крапивиной, «Мания» Олжаса Жанайдарова.
Награждение состоялось 23 ноября в театральном центре «На Страстном». Пьесами года стали:
1. «Горка» Алексея Житковского
2. «Мама, мне оторвало руку» Марии Конторович
3. «Исход» Полины Бородиной[23]

Позже читки пьес финалистов состоялись в рамках фестиваля «Территория» на Сахалине, а спектакль на основе пьес вошёл в репертуар Мастерской Дмитрия Брусникина.
«Кульминация» 2018 года была посвящена памяти режиссера Дмитрия Брусникина.

### 2019
На конкурс было выдвинуто 30 пьес, в шорт-лист вошли «Алдар» Олжаса Жанайдарова, «Взломанный» Алексея Синяева, «Жалкие» Елены Ерпылёвой, «Исчезнувший велосипедист» Константина Костенко, «Как Петюнина против всех была» Александры Фоминой, «Мой папа — Питер Пэн» Керен Климовски, «Остаться нельзя уехать» Игоря Носовского, «Охота на крыс» Алексея Житковского, «Путаница» Алексея Макейчика и «Тихий свет» Романа Козырчикова.
Церемония награждения состоялась 21 декабря на сцене театрального центра «На Страстном», победителями премии стали:
1. «Исчезнувший велосипедист» Константина Костенко
2. «Мой папа Питер Пэн» Керен Климовски
3. «Взломанный» Алексея Синяева[28]

### 2020
Финалистами конкурса стали десять пьес: «Край земли русской – конечная» Анастасии Чернятьевой, «Бухта Тайдзи» Анастасии Букреевой, пьеса «Самара навсегда» Артема Ефименко, «Море. Звезды. Олеандр» Марии Малухиной, «Родительский день» Алексея Еньшина, «Хор» Натальи Милантьевой и «Семен вместо дерева» Нины Беленицкой.
Победители были объявлены в парке «Зарядье». Ими стали:
1. «Русская сказка» Романа Козырчикова
2. «Республика» Сергея Давыдова
3. «Туареги» Светланы Петрийчук[29]

### 2021
Финалистами конкурса стали семь пьес: «Тахир и Зухра» Зухры Яниковой («Любимовка» и «Первая читка»); «Плотник» Лидии Головановой («Любимовка» и «Первая читка»); «Человек в закрытой комнате» Татьяны Загдай (Волошинский фестиваль и семинар СТД РФ «Авторская сцена»); «Полярная болезнь» Марии Малухиной (Волошинский фестиваль и семинар СТД РФ «Авторская сцена»); «Инау китовой бухты» Олега Михайлова («Исходное событие – XXI век»); «Рыба и шоколад» Полины Бородиной («Маленькая Ремарка») и «Про умные линзы, Лёху с Алёной и кинжал из дамасской стали» Юлии Бочаровой («Маленькая Ремарка»).
Победители были объявлены в Музее Москвы. Ими стали:
1. «Переспать с Леной и умереть» Тони Яблочкиной
2. «Чёрная пурга» Анастасии Букреевой
3. «Почтамт» Глеба Планкина